# 久保新二
久保 新二（くぼ しんじ、1951年10月23日 - 2024年5月17日）は、日本の俳優。千葉県習志野市出身。ファミリーアーツ所属。
身長172cm。体重65kg。血液型はA型。本名は関 新一。

## 人物
高校中退後、俳優を目指し、劇団ひまわりに所属。1966年公開の映画『血は太陽よりも赤い』（若松孝二監督）でデビュー。
ピンク映画に850本以上出演し、ピンクリボン賞主演男優賞およびにっかつロマン大賞主演男優賞を受賞。「キング・オブ・ピンク」、「ポルノ映画の帝王」の異名を持つ。
少年期は喧嘩に明け暮れ、傷害事件により練馬の東京少年鑑別所に送致されたこともある。
下積み時代は漫画家の楳図かずおと同棲していた。
2011年、半生を映画化したDVD『その男エロにつき…アデュ〜久保新二伝』が発売された。
晩年は脳梗塞を2度発症していた。晩年のパートナーは舞台女優のしのはら実加。久保が亡くなるまで傍に付き添った。
2024年5月17日、死去。72歳没。

## 受賞歴
※出典：久保新二 - ファミリーアーツ
- ピンクリボン賞主演男優賞
- にっかつロマン大賞主演男優賞
- 京一映画主演男優賞
- ヨコハマ映画祭特別賞

## 出演作品

### 映画
- 血は太陽よりも赤い（1966年）※デビュー作[4]
- かよい妻（1966年）
- 或る密通（1967年）
- 夫婦生態白書より 夜泣く女（1967年）
- 女の媚態（1967年）
- 日本暴行暗黒史 異常者の血（1967年）
- 女高生の絶叫（1967年）
- 原色の世代 脱がされた制服（1967年）
- 毒婦（1967年） - 高井
- 穴じかけ（1968年）
- 女子学生残酷白書 真赤なうぶげ（1968年）
- 野郎と情婦（1969年）
- 寝強犯（1969年）
- 新美人局 つつもたせ（1969年） - 菊井
- 銭と肌 巷説三億円強奪事件（1969年） - 主演
- 未亡人下宿（1969年） - 尾崎紀代彦
- 盛り妻（1969年）
- いろ乃湯 裸女百態（1970年）
- ニッポン発情地帯（1971年）
- エロだらけの一生（1971年） - 主演
- のぞき魔（1971年）
- 抱いてい教えて 性と行動（1971年）
- 肉布団（1971年）
- 淫婦の性歴書（1972年）
- 同棲三角時代（1973年）
- 金髪黒髪性競淫（1973年）
- 悦楽の交叉点（1973年）
- 情事の果て（1974年） - 浦上吾郎
- オカルトSEX（1974年） - ヤクザ
- セミドキュメント 未亡人下宿（1974年） - 尾崎紀代彦
- 痴漢百年史（1975年）
- 四畳半みだれ床（1975年）
- 女子学生の秘密 妾（1975年）
- 秘本寝上手（1975年）
- ふるさと女探訪 桃色の谷間（1975年） - 富山三郎
- 夜ひらく淫ら花（1975年）
- 秘本潮吹き（1975年）
- 新未亡人下宿 奥の間貸します（1975年） - 尾崎紀代彦
- 痴漢地下鉄（1975年）
- トラックSEX野郎 ポルノ深夜便（1975年）
- 団地夫人 性祭り（1975年）
- 未亡人下宿 すぐ入れます（1976年）
- 痴漢百貨店（1976年） - 主演
- 痴漢重役（1976年）
- 新妻のわななき（1976年）
- 濡れ濡れ浮気旅行（1976年） - 主演
- 痴漢満員電車（1976年）
- 性乱ポルノ 痴女発情（1976年）
- ポルノレポート 暴行魔（1976年）
- 秘本ふでおろし（1976年）
- ポルノ向う三軒両隣り 夜這い横丁（1976年）
- 夜のガードマン セックス探訪（1976年） - 主演
- 痴漢快楽境（1976年）
- トラックSEX野郎 絶倫定期便（1976年）
- 獣色性奴隷（1976年）
- ドキュメント・ポルノ 淫絶(秘)白書（1976年）
- セーラー服愛の挽歌（1976年）
- 十三段こんにゃく締め（1976年）
- 未亡人SEX ただれあい（1976年）
- トラックSEX野郎 街道売春（1976年）
- 痴漢ワイセツ団地（1977年）
- 痴漢夜行列車（1977年）
- セミドキュメント 絶淫（1977年）
- 未亡人下宿 いろ色教えます（1977年） - 尾崎紀代彦
- 秘曲 津軽尺八後家（1977年） - 重雄
- 痴漢身体検査（1977年）
- 強烈トルコ人力車（1977年） - 主演
- ポルノ向う三軒両隣り 夜這い横丁（1977年）
- 女高生(秘)修学旅行（1977年）
- 痴漢柔道部（1977年）
- それゆけ痴漢（1977年） - 主演
- ポルノ向う三軒両隣り 痴漢横丁（1977年）
- モーテル性実態（1977年）
- 未亡人下宿 下もかします四畳半（1977年） - 尾崎紀代彦
- 悶絶高級トルコ 純ナマ洗い（1977年）
- 発情地帯（1977年） - 北村亀次
- ポルノはつらいよ 急所攻め（1978年）
- 痴漢横丁交番前（1978年）
- ポルノ チャンチャカチャン（1978年）
- 痴漢各駅停車 おっさん何するんや（1978年） - 主演
- 痴漢との遭遇（1978年）
- 未亡人下宿 ただのり（1978年）
- 痴漢最終電車（1978年）
- 淫絶肉体白書（1978年） - 主演
- 未亡人下宿 初のり（1978年） - 尾崎紀代彦
- にっぽんポルノ風土記　津軽姫祭り（1979年） - 福田虫太郎
- 赤塚不二夫のギャグ・ポルノ! 気分を出してもう一度（1979年） - 象のそばの男
- 痴漢ズロース泥棒（1979年）
- 女子大生 三日三晩汗だらけ（1979年）
- トラブルマン 笑うと殺すゾ（1979年） - 中井人事課長
- 未亡人下宿 のり逃げ（1979年） - 尾崎紀代彦
- スキャンダル 悦楽の肌（1979年）
- 河内夜這い専科（1979年）
- 未亡人下宿 初泣き（1979年） - 尾崎紀代彦
- 金曜日の牝犬（1979年）
- 濡れ濡れ姉妹（1980年）
- 痴漢通学電車（1980年）
- 悶絶責め（1980年）
- 痴漢師 土手さがし（1980年）
- 痴漢 豆さがし（1980年） - 主演
- 女高生下宿 熟れどき（1980年）
- 悶絶!! おしゃぶり後家（1980年）
- 未亡人下宿 あの道この道教えます（1980年） - 尾崎紀代彦
- 日本の痴漢（1980年） - 主演
- セミドキュメント つぼさぐり（1980年）
- 未亡人下宿 初濡らし（1980年） - 尾崎紀代彦
- 裸女快感大全集（1980年）
- ニッポン痴漢列島（1981年）
- おまんた囃子 ハレンチ音頭（1981年）
- SMゼミナール 制服の女王（1981年）
- 官能夫人 ぬめり肌（1981年）
- 痴漢電車 むれむれ車内（1981年） - 主演
- 上下でだまし相い（1982年）
- 痴漢釣り師（1982年） - 主演
- 痴漢美容師 下もかけます（1982年）
- 官能団地 上つき下つき刺激つき（1982年）
- 痴漢電車 満員豆さがし（1982年）
- 人妻穴ねらい（1982年）
- 色情ポルノ 激しく動いて（1982年）
- ふるさとポルノ 名器盗ッ人（1982年） - 主演
- 獣色肉奴隷（1982年）
- 薔薇の夢 性愛（1983年）
- セックスを10倍楽しむ方法（1983年）
- 三次元透視 SEXウルトラアイ（1984年） - のり平
- 男舘に夜叉が居る（1984年）
- 痴漢電車 いけないこの指（1985年）
- コミック雑誌なんかいらない!（1986年） - ホスト
- 痴漢電車 感度は良好（1986年）
- 新・未亡人下宿 夜の手ほどき（1987年） - 尾崎紀代彦
- 新未亡人下宿 地上げ屋エレジー（1988年） - 尾崎紀代彦
- しびれっぱなし ザ・スワップ（1989年）
- 痴漢電車 やめないで指先（1989年）
- い・ん・ら・ん 乱れ咲き（1989年）
- 巨尻 羞恥責め（1990年）
- 全身性感帯 の・け・ぞ・る（1990年）
- 指まがりのダンディー（1992年）
- ワイセツ隠し撮り 夫婦の寝室（1993年）
- ニッポンの猥褻（1993年） - 主演
- いんらん夫妻 官能の夜（1993年）
- 愛染恭子 昼下りの情事（1993年） - 郷戸政彦
- (淫)四十八手 巨乳責め（1994年）
- 露出マニア 新妻を人前で（1995年）
- 官能未亡人 うごめく舌先（1997年）
- 入れ喰いOL 大人のオモチャ開発課（1997年）
- 変態本番 炎の女体鑑定人（1997年） - 主演
- シャ乱Qの演歌の花道（1997年） - 北東電力職員
- 好色くノ一忍法帖 ヴァージン・スナイパー 美少女妖魔伝（1997年） - 徳川虎長
- 目隠しレイプ 人妻性態調査（1997年）
- エッチな18才 はちきれちゃう!（1998年）
- ノーパン痴漢電車 まる出し!!（1998年）
- 壺いじり名器天国（1998年）
- 隣の女房 濡れた白い太股（1998年） - 主演
- 髪結い未亡人 むさぼる快楽（1999年）
- 女優琴美 くわえてアゲル（1999年）
- とろける新妻 絶倫義父の下半身（1999年）
- エロ事師 天国の快感（2000年） - 主演
- いんらん旅館 女将の濡れ姿（2000年）
- 誘い妻 不倫でお仕置き（2001年） - 麺家春雨
- 作家と妻とその愛人（2002年） - 主演：鳩胸富造
- 美少年のまなざし（2003年） - 都築文哉
- 発情家庭教師 先生の愛汁（2003年） - アメリカ大統領
- 小説家の情事2 不倫旅行（2004年） - 主演：浜野耕二
- 花井さちこの華麗な生涯（2005年）
- やる気まんまん（2007年） - 神能数臣
- となりの人妻 熟れた匂い（2011年）
- 中野JK　退屈な休日（2016年9月24日、アールツーエンターテインメント）[11]
- マジカル・ミチコ（2018年8月25日、オーピー映画） - 尾崎くん 役[12]
- 新宿タイガー（2019年3月22日、渋谷プロダクション）[13]
- 好色男女　セックスの季節（2019年6月21日、オーピー映画） - 梅沢 役[14]

### テレビ
- お天気お姉さん2 リョーコPuriPuri 第4話（1997年）
- はぐれ刑事純情派
- ウルトラマンダイナ 第30話「侵略の脚本（シナリオ）」（1998年） - 「タラバマン」のプロデューサー
- 火曜サスペンス劇場 身辺警護 第4作「男の執念 マルタイはペンが凶器のジャーナリスト 愛を引き裂いた悲しみの旋律」（1999年） - 橋口良一
- 月曜ミステリー劇場「見当たり捜査25時」（2004年）
- 契約結婚（2005年）
- 土曜ワイド劇場 新・警視庁女性捜査班 第1作「私の夫が人を殺した…人生相談で殺された女」（2006年）

### バラエティ
- トゥナイト
- どうーなってるの?!
- ジャングルTV 〜タモリの法則〜

### CM
- ゴルフ
- 爆釣
- アメリカ横断ウルトラクイズ
- バンダイ チャイルドフランケン

### ラジオ
- 電撃わいどウルトラ放送局
- 吉田照美のやる気MANMAN!

### ビデオ・DVD
- 極道物語 花町一家四代目（1994年）
- キタの帝王 闇の法廷伝説（1996年）
- 疑惑の診察室 わたしを犯した美容整形外科医（1998年）
- いんらん旅館 女将の濡れ姿（2000年）
- 実録 梁山泊 パチプロ列伝 爆裂王大野（2000年）
- 人妻Mの告白 暴かれた欲望（2001年）
- 愛の混浴劇場 私を旅館に連れ込んで（2001年）
- 作家と妻とその愛人（2002年） - 主演
- 人妻Mスペシャル（2002年）
- 息子の嫁 囚われ美人妻（2010年）
- 禁じられた旋律 -処女にナニが起こったか-（2011年）
- デコトラ★ギャル美菜（2011年）
- その男エロにつき…アデュ〜久保新二伝（2011年） - 主演
- 難波金融伝・ミナミの帝王

### CD
- マスマスのってます

### イベント
- ポルノの帝王・久保新二年忘れハレンチ公演「魅せます、笑わせます」

## 著書
- 800人の女を歓ばせた俺のやり方―泣かぬなら、泣かせてみよう万子さん（1992年、ポケットブック社）
- 性豪 - ピンクの煙 -（2003年、徳間書店）
- アデュ〜 ポルノの帝王久保新二の愛と涙と大爆笑 エッチ重ねて50年!!（2014年、ポット出版）

## その他
- 女子大生 三日三晩汗だらけ（1979年） - 製作
- 芳文社 「ポルノ屋の新ちゃん」 - モデル
- 東京スポーツ 丸茂ジュン小説モデル